# Chiesa cattolica in Pakistan
La Chiesa cattolica in Pakistan è parte della Chiesa cattolica universale, sotto la guida spirituale del Papa e della Santa Sede.

## Situazione

### Statistiche
I cattolici sono più di un milione, pari quasi all'1% della popolazione totale.

Nel 2004 contava 204 sacerdoti. È organizzata in due arcidiocesi, quattro diocesi e un vicariato apostolico, tutte circoscrizioni di rito latino.
La maggior parte dei cristiani pachistani sono di etnia punjabi, sono quindi numerosi nella provincia del Punjab, in particolare nella città di Lahore, dove rappresentano il 10% della popolazione. Nel quartiere Kot Lakhpat, a Lahore, vive la più vasta comunità di cristiani del Pakistan. L'arcidiocesi di Lahore dispone anche di un giornale in lingua urdu: Catholic Naqeeb.
I cattolici pakistani sono molto devoti alla Madonna. In Pakistan c'è una città dedicata alla Madonna, Mariamabad, dove il 3 settembre di ogni anno circa 500 000 fedeli partecipano a un pellegrinaggio mariano (in lingua urdu si chiama Ziarat-e-Muqaddasa Mariam) che si tiene dal 1950. Tra i pellegrini ci sono molti musulmani.
L'arcivescovo di Karachi, Joseph Marie Anthony Cordeiro, è diventato il primo cardinale pachistano, elevato a tale onore da papa Paolo VI il 5 marzo 1973.

### Contributo alla cultura nazionale
Fin dall'indipendenza del Pakistan, nel 1947, i cristiani hanno svolto un ruolo attivo nel Paese, occupando posizioni di prestigio nell'esercito al fianco di Mohammad Ali Jinnah ed ottenendo numerose medaglie durante i conflitti del 1965 e del 1971.

Sono di religione cristiana molti avvocati e giudici illustri, molti artisti e attori famosi.

Il ruolo dei cristiani in materia di sanità è acclarato. Il contributo dei medici cristiani nel debellare malattie come tubercolosi e lebbra è riconosciuto.

I cristiani pachistani sono attivi anche nel campo dell'educazione, con importanti scuole come il Liceo «San Patrizio» di Karachi. Tuttavia, dal 1970 la rete scolastica cristiana è stata messa in difficoltà dalla decisione dello Stato di nazionalizzare l'istruzione. Negli anni settanta, il presidente Zulfiqar Ali Bhutto (1971-77) ha introdotto l'educazione islamica obbligatoria nelle scuole.

Alcuni religiosi cristiani pakistani hanno ricevuto riconoscimenti governativi per le loro opere, tra cui padre Francis Nadeem e suor Mary Emily Gonsalves.

### Leggi e politiche statali in materia religiosa
La legge pachistana prevede che nelle assemblee nazionali e provinciali una quota di seggi sia riservata alle minoranze religiose. Inoltre è loro riservato il 5% degli impieghi nella pubblica amministrazione. Esiste un partito che rappresenta tutti i cristiani del Pakistan, il «Congresso dei cristiani pachistani» (Pakistan Christian Congress). Nel 2008 è stato istituito il Ministero per le Minoranze religiose. Dalla sua fondazione la carica è sempre stata ricoperta da un cristiano.
Nel 1947, l'anno dell'indipendenza, Mohammad Ali Jinnah, padre fondatore del Pakistan, aveva sancito la parità dei diritti e dei doveri dei cittadini «senza distinzioni di razza, di casta, di sesso e di appartenenza religiosa». Da allora però il Paese ha vissuto una crescente islamizzazione.
Nel 1964 il generale Ayyub Khan decise di abrogare la costituzione ed aggiungere il prefisso «islamica» al nome dello stato. Nove anni dopo fu approvata la nuova costituzione, attualmente in vigore. L'islam fu proclamato religione ufficiale del Pakistan. Da allora, leggi e precetti coranici sono applicati anche ai non musulmani.
Nel tempo il legislatore ha introdotto severe restrizioni per chi professa una fede non musulmana. L'attuale Costituzione prevede che il presidente e il primo ministro debbano essere di religione musulmana; anche gli alti funzionari del Paese devono giurare fedeltà «all'ideologia islamica».  Nel 1991 è entrata in vigore nel Paese la sharia. Da allora le conversioni dall'islam verso le altre religioni (compresa quella cristiana) sono vietate e sono punibili con la pena di morte.
Il reato di blasfemia è stato introdotto nel Codice penale pachistano tra il 1980 e il 1986, durante la dittatura del generale Zia ul Haq. Gli articoli 295 (commi B e C), 298 (commi A, B e C) ed altre disposizioni del Codice penale pachistano sanciscono dure pene per coloro che "con parole o scritti, gesti o rappresentazioni visibili, con insinuazioni dirette o indirette, insultano il sacro nome del Profeta". Per chi si macchia di tali reati sono previste lunghe pene detentive, fino all'ergastolo e alla pena di morte.
A garanzia degli accusati, la legge prevede che le accuse siano vagliate dai tribunali e che gli indiziati siano rinviati a giudizio e poi processati. In realtà, chiunque può essere arrestato e sottoposto a processo anche sulla base di un semplice sospetto. Nel maggio 2005 a Faisalabad furono bruciate scuole e chiese cristiane poiché uno degli abitanti, cristiano, era stato accusato di aver bruciato pagine del Corano. Ha fatto il giro del mondo il caso di Asia Bibi, una donna cristiana di un villaggio del Punjab, che nel 2009 è finita in carcere solo per essere stata accusata da alcune persone di aver offeso Maometto.
Secondo Vincenzo Faccioli Pintozzi, le disposizioni conosciute con il nome di "legge sulla blasfemia" «sono le uniche al mondo attraverso cui persone che subiscono accuse infondate restano vittime di omicidi, vengono arse vive e subiscono la distruzione delle loro proprietà». Aggiunge che dal 1986 all'ottobre del 2009 almeno 966 persone sono finite sotto accusa senza prove per la legge sulla blasfemia: 50% musulmani, 35% ahmadi, 13% cristiani, 1% indù e 1% di religione non identificata. Dopo essere state formalmente accusate, almeno 33 persone sono state vittime di omicidi extra-giudiziali: 15 musulmani, 5 cristiani, 2 ahmadi e 1 indù. Fin dal 1985 la Conferenza episcopale pachistana riflette sulle conseguenze negative della «legge sulla blasfemia» ed ha incaricato la Commissione Giustizia e Pace di presentare al governo una proposta di abolizione del provvedimento.
Nel maggio del 1998 il vescovo della Diocesi di Faisalabad, John Joseph, fu trovato morto. Secondo fonti musulmane il vescovo si sarebbe suicidato in seguito della condanna a morte (poi sospesa) di Ayoub Masih, un cristiano, per il reato di blasfemia. Il vescovo Kenneth Lesley, avanzando sospetti sul fatto che in realtà il vescovo John Joseph sia stato ucciso, chiese alle autorità civili di indagare sul fatto. Ogni anno migliaia di persone si radunano a Khushpur, il villaggio natale del vescovo, per celebrarne la memoria.
Il 30 luglio 2011 il governo federale ha deciso di istituire un nuovo ministero che si occuperà delle minoranze religiose. Si chiamerà «ministero per l'Armonia nazionale» e verrà affidato al politico cattolico Akram Gill, esponente del partito centrista Pakistan Muslim League.
Il 22 settembre 2013 due attentatori suicidi si sono fatti esplodere in una chiesa di Peshawar, causando la morte di 127 persone ed il ferimento di altre 250. Si è trattato del peggior attentato subito dai cristiani dall'indipendenza del Pakistan. Secondo un rapporto di Open Doors ("Porte aperte"), organizzazione non governativa, il Pakistan si colloca al sesto posto nella classifica mondiale dei Paesi più intolleranti verso la comunità cristiana.

### Persecuzioni
Per quanto riguarda i cristiani, nel 2009 sono state colpite soprattutto le comunità della Valle dello Swat e del Punjab. In quest'ultima provincia, il 30 giugno a Kasur (Distretto di Bahmani) 600 fedeli musulmani hanno preso d'assalto la zona del villaggio abitata da cristiani ed hanno distrutto un centinaio di case e divelto la rete elettrica. La notte del 30 luglio è stato compiuto un pogrom contro gli abitanti del quartiere cristiano di Gojra: 9 persone sono morte, un centinaio di case sono state saccheggiate, decine quelle incendiate. Contemporaneamente un'altra pulizia etnica è stata eseguita nel villaggio di Korian: cinquanta case sono state distrutte, mettendo in fuga tutte le famiglie cristiane che vi abitavano.

Un'altra limitazione alla libertà religiosa riguarda le scuole. Il governo ha deciso di proteggere soltanto gli istituti statali. Le scuole private, comprese quelle cristiane, devono pagarsi da sé la sicurezza contro gli attentati.
Nel 2010 Arshed Masih, un cristiano, è stato arso vivo davanti ad una stazione di polizia e sotto gli occhi di alcuni poliziotti per non aver voluto convertirsi all'Islam. Sua moglie è stata stuprata dai poliziotti davanti ai figli. Nello stesso anno Asia Bibi, una donna cattolica, è stata condannata a morte per blasfemia. La vasta eco internazionale che ha destato il suo caso ha avuto l'effetto di far sospendere l'esecuzione della condanna. La donna è tuttora in carcere.
Il 2 marzo 2011 il ministro per le Minoranze, il cattolico Shahbaz Bhatti, è stato ucciso a colpi d'arma da fuoco mentre si trovava nella sua automobile. Successivamente il ministero per le Minoranze viene abolito nell'ambito di una riforma costituzionale.
Il 4 marzo, un uomo accusato di blasfemia e successivamente assolto, viene ucciso da uomini armati in un villaggio nei pressi di Rawalpindi.
Numerose proteste ha suscitato, nel 2011, la decisione di vietare l'invio di sms contenenti l'espressione "Gesù Cristo".

## Organizzazione territoriale
La Chiesa cattolica è presente in Pakistan con due province ecclesiastiche e un vicariato apostolico immediatamente soggetto alla Santa Sede:
- Arcidiocesi di Lahore
  - Diocesi di Faisalabad
  - Diocesi di Islamabad-Rawalpindi
  - Diocesi di Multan
- Arcidiocesi di Karachi
  - Diocesi di Hyderabad in Pakistan
- Vicariato apostolico di Quetta

## Nunziatura apostolica
La delegazione apostolica di Karachi è istituita il 17 luglio 1950 con il breve Arcano Dei di papa Pio XII.
Il 9 ottobre 1951 venne eretta l'internunziatura apostolica del Pakistan con breve del medesimo papa Pio XII.
La nunziatura apostolica del Pakistan è stata istituita il 27 dicembre 1965 con il breve Quae omnia di papa Paolo VI.

### Delegati e internunzi apostolici
- James Cornelius van Miltenburg, O.F.M. † (15 luglio 1950 - 1951 dimesso)
- Emanuele Clarizio † (1958 - 5 ottobre 1961 nominato nunzio apostolico nella Repubblica Dominicana)
- Saverio Zupi † (28 ottobre 1961 - 1965 nominato nunzio apostolico)

### Nunzi apostolici
- Saverio Zupi † (1965 - 1966 nominato pro-nunzio apostolico in Turchia)
- Costante Maltoni † (2 gennaio 1967 - 1970 dimesso)
- Josip Uhač † (23 giugno 1970 - 7 ottobre 1976 nominato pro-nunzio apostolico in Camerun e Guinea Equatoriale)
- Giulio Einaudi † (10 novembre 1976 - 5 agosto 1980 nominato pro-nunzio apostolico a Cuba)
- Emanuele Gerada † (15 ottobre 1980 - 24 febbraio 1989 nominato nunzio apostolico in Irlanda)
- Luigi Bressan (3 aprile 1989 - 26 luglio 1993 nominato nunzio apostolico in Thailandia e Singapore e delegato apostolico in Laos, Malesia e Birmania)
- Renzo Fratini (7 agosto 1993 - 8 agosto 1998 nominato nunzio apostolico in Indonesia)
- Alessandro D'Errico (14 novembre 1998 - 21 novembre 2005 nominato nunzio apostolico in Bosnia ed Erzegovina)
- Adolfo Tito Yllana (31 marzo 2006 - 20 novembre 2010 nominato nunzio apostolico nella Repubblica Democratica del Congo)
- Edgar Peña Parra (2 febbraio 2011 - 21 febbraio 2015 nominato nunzio apostolico in Mozambico)
- Ghaleb Moussa Abdalla Bader (3 maggio 2015 - 24 agosto 2017 nominato nunzio apostolico nella Repubblica Dominicana e delegato apostolico a Porto Rico)
- Christophe Zakhia El-Kassis (24 novembre 2018 - 3 gennaio 2023 nominato nunzio apostolico negli Emirati Arabi Uniti)
- Germano Penemote, dal 16 giugno 2023

## Conferenza episcopale
Elenco dei presidenti della Conferenza dei vescovi cattolici del Pakistan:
- Arcivescovo Joseph Marie Anthony Cordeiro (1958 - 1971)
- Arcivescovo Theotonius Amal Ganguly, C.S.C. (1971 - 1973)
- Cardinale Joseph Marie Anthony Cordeiro (1973 - 1994)
- Arcivescovo Armando Trindade (1994 - 2000)
- Arcivescovo Simeon Anthony Pereira (2000 - 2002)
- Arcivescovo Lawrence Saldanha (2002 - marzo 2011)
- Arcivescovo Joseph Coutts (marzo 2011 - 10 novembre 2017)
- Arcivescovo Joseph Arshad (10 novembre 2017 - novembre 2023)
- Vescovo Samson Shukardin, O.F.M., dal 10 novembre 2023

Elenco dei vicepresidenti della Conferenza dei vescovi cattolici del Pakistan:
- Vescovo Benny Mario Travas, dal 10 novembre 2017
- Vescovo Samson Shukardin, O.F.M. (2020 - 10 novembre 2023)

Elenco dei segretari della Conferenza dei vescovi cattolici del Pakistan:
- Vescovo Anthony Theodore Lobo (1989 - 2010)
- Vescovo Rufin Anthony (2010 - 2015)
- Vescovo Samson Shukardin, O.F.M. (2015 - 2020)